# 白蜡蚧属
白蜡蚧属（学名：Ericerus）是介壳虫科下的一个属。

## 下属物种
本属包括以下物种：
- Ericerus farsicus Moghaddam & Faghih, 2019
- 白蜡蚧 Ericerus pela (Chavannes, 1848)